# 火龍小武士
《火龍小武士》（日语：ポポロクロイス物語）是遊戲《波波羅古洛伊斯物語》的動畫第一作。

## 故事大綱
嘎米嘎米魔王正打算使用自己所發明的機器，企圖奪取波波羅古洛伊斯王國。但是，那部機器運作失敗，在機器開始暴走時，一名少女以及兩隻謎之生物穿越時空裂縫降臨。少女是來自「風族」的休休。其後，嘎米嘎米魔王奪取了皮多羅的龍之力，並強行佔領波波羅古洛伊斯王國。之後，皮多羅王子為了讓失去龍之力的自己變得更強，以及讓波波羅古洛伊斯王國和休休能夠回到原來的世界，而踏上了旅途。

## 登場人物
皮耶多羅(皮多羅)（聲：折笠愛）
生於AP485年，波波羅克洛伊斯王國的王子。正義感強烈，好奇心旺盛，性格慵懶單純，容易受騙(即使是本人與聲音完全不合的偽裝也分辨不出來)。只要發現錯誤的事情，會不惜危險將其導正。比起讀書更喜歡活動，從小就愛翹課偷溜出城。興趣是蒐集旅途中各地的名產。在動畫中經過種種試煉後，內心逐漸變的成熟而堅強。擁有人族父親保羅及龍族母親莎妮雅兩種血統的混血兒，可化身成龍形。
娜露西亞(娜西亞)（聲：白鳥由里）
生於AP484年，居住在佛羅涅森林中的「森林魔女」，頭頂上戴著兩隻尖角的帽子是她的象徵物。根據基爾妲的說法，「娜露西亞」的名字中有著「碧湖妖精」的含意。娜露西亞雖為魔法修行之身，卻總是失敗連連，時常惹怒姊姊基爾妲。是個性格溫柔的少女，常常會因為思考過慮而不夠積極。比皮耶多羅大上一歲，常把自己當作姐姐一般，在皮耶多羅的冒險旅途中幫助他。在旅途中逐漸喜歡上皮耶多羅，但一直不敢表明，很在意休休與皮耶多羅的關係。
休休（聲：宮島依里）
動畫原創角色，從時空裂縫中來到波波羅克洛伊斯王國的「風族」少女。為風族公主，個性好強不坦率。與皮耶多羅及其夥伴們接觸後才發現一個人的孤獨，是個怕寂寞的女孩。曾被皮耶多羅奮力保護，因此喜歡上皮耶多羅，為了讓皮耶多羅留在自己的身邊不惜利用嘎米嘎米魔王奪走皮耶多羅的龍之力。在最終話透過古代遺跡觸發時空裂縫，與風族人們一同回到風族的世界。
基爾妲（聲：北村岳子）
與娜露西亞一同住在佛羅涅森林中的「森林魔女」。娜露西亞的姐姐，佛羅涅森林的保護者。是個即使會傷到對方也直率敢言之人，但這也是為對方著想所做出的行為。平時表面上雖裝作「討厭人類」，但暗地裡則持續關注皮耶多羅的冒險中，並提供協助。初代動畫中基爾妲展現了完美的歌喉，但到了二代動畫卻被設定成了音痴。
嘎米嘎米魔王(嘮叨魔王)（聲：古田新太）
生於AP455年，喜歡發明和寶藏。追求男人的浪漫並做著征服世界的美夢。自稱邪惡魔王，是個相當有自信且樂觀的男子，其重情重義的個性，使他難以成為一名真正的惡黨。一手打造了「嘎米嘎米魔王城」，並讓自己打造的機器人們居住在城市中。是個對機器相當狂熱的男子。即使城市和機器人屢次遭破壞仍堅持重建，是個相當努力且有恆心的人。迷戀娜露西亞，但後來因休休的法術而轉為迷戀休休，對休休的命令言聽計從。常戲稱皮耶多羅為「笨蛋王子」，總把他當成假想敵。口頭禪是「你還早了一百億年!」「老子一人之力可以抵一百億人!」等(在遊戲中一百億皆刻意以數字呈現)。與敵人開戰時一定會乘坐巨大機器人現身，而戰鬥失敗後總是打著「男人的浪漫」的名義，啟動自爆裝置讓城堡自爆。雖是個丑角且愛找麻煩的腳色，但因為富有男子氣概很難讓人討厭，因此人氣相當高。
桑達(阿達)（聲：長嶝高士）
與休休及石頭一同從時空裂縫中來到波波羅克洛伊斯王國的風族精靈，為休休的侍衛，石頭的搭檔。個性較消極膽小，是個愛吃鬼。巨大化後個性變得較積極且狂暴，外型為肥胖的巨人，可操縱雷之魔法。對人族較不排斥，在最終話與休休一同回到風族的世界。
斯通(石頭)（聲：内田岳志）
與休休一同從時空裂縫中來到波波羅克洛伊斯王國的風族精靈，為休休的侍衛，阿達的搭檔。個性較阿達積極且壞點子相當多。巨大化後的外型為高瘦的巨人，可操縱風之魔法引來大風暴。因皮耶多羅的出現使休休不願意回去風族的世界，故相當討厭皮耶多羅。平時常受休休的使喚並忍受她的脾氣，常想著找機會脫離休休，但一直無法如願。強烈排斥人族。在最終話與休休一同回到風族的世界。
保羅國王（聲：巻島直樹）
生於AP455年。波波羅克洛伊斯王國第16代國王，皮耶多羅的父親。年輕時是個勇猛的人物，曾被稱為獅子王。頭上戴著國王的象徵「智慧王冠」。對兒子灌注無限的愛，是個既嚴厲又溫柔的父親。當皮耶多羅踏上旅途，總是擔心他惹上麻煩。據說年輕時是個粗暴且任性妄為的不良少年，讓雙親及周遭人都傷透腦筋。
莎妮雅王妃（聲：堂之脇恭子）
波波羅克羅伊斯王國的王妃，皮多羅的母親。真實身分為龍族長老老龍神的女兒，原型是條美麗的白龍。是個有著強烈信念且溫柔的女性，在皮耶多羅踏上冒險時，雖然擔心但也寄予強烈的信任。
毛姆大臣（聲：菅原淳一）
波波羅克洛伊斯王國的大臣，為皮耶多羅的王室教師及監視者。愛操心且急性子，很在意自己日益減少的毛髮
白騎士（聲：江原正士）
生於AP463年。全身包著鎧甲的謎樣騎士。常自稱「在下是白騎士」。本名不詳，為了找尋傳說中的國王騎士所使用的劍而在世界各地展開旅途。喜愛正義，充滿騎士道精神，非常厭惡邪惡以及不正當之事。對他人基本上都會尊稱「大人」，說話也相當禮貌。力氣相當大，他的怪力也屢次在冒險中發揮效用。弱點是鎧甲不能碰到鹽水，一旦碰觸到鹽水鎧甲便會生鏽，嚴重時便會完全動不了。雖看似勇敢，令人意外的另一面是他不但怕高，還怕妖魔鬼怪。被人叫膽小鬼時會很生氣，但若真的碰上令他棘手之事時倒是會坦然承認(尤其是懼高)。泡溫泉時不知為何從不脫鎧甲(根據原作森田的說法，是由於鎧甲被詛咒因此無法脫下)。另外，根據原作，似乎在月亮出現的時候鎧甲是能夠脫下來的。白騎士就像皮耶多羅的大哥哥一樣，很理解他。有一匹叫流星號的愛馬，只有在原作漫畫及動畫中登場，遊戲中沒有出現。在二代中與夥伴雷歐娜擁有一個叫馬洛可的孩子(兩人相差16歲)。
席翁（聲：鶴弘美）
嘎米嘎米魔王打造的機器人，原名為「嘎米嘎米‧之‧雄偉‧巨大‧席翁1.5號」。背叛嘎米嘎米魔王的命令離城出走，被嘎米嘎米派人追捕時被皮耶多羅所救，後與皮耶多羅共同行動。最後為了救皮耶多羅等人啟動自爆裝置，眾人以為他壯烈犧牲，其實還好好的活在世上。
風族族長（聲：千田光男）
風族一族的族長，休休的父親，對休休相當嚴厲但又極其關心。在最終話帶著風族一族族人透過時空裂縫來到古代遺跡將休休帶回原本的世界。

## 用語

#### 風族
電視動畫原創設定。為一群擁有飛翔之力，且以自由翱翔空中旅行為傲的種族。胸前皆飾有風族的徽章，外表與人族無異。對地位權利等世俗之物毫無興趣，自視甚高，對其他種族有排斥的傾向(特別是對人族)。風族人皆喜單獨行動，不喜社交。為訓練族人獨立生存的本能，規定族人在10歲之前必須離開雙親獨自展開旅程。
據說在遠古之時，風族人曾毫無預兆的出現在人族居住的世界，後又突然消失，讓世人誤以為風族遭到滅亡，其存在也從人族的記憶中逝去。然實際上他們並非滅亡，而是移動到另一個世界。究竟風族是如何消失了蹤跡，這個原由將會在故事的終盤揭曉。

#### 風之晶石（アネモリトス）
外型如水晶工藝品一般形狀美麗的魔法器具。擁有強大的封印能力。真正的用途為遠古時為防止種族間自相殘殺造成悲劇而做的契約之物。關於此物沒有太多描述。為波波羅古洛伊斯物語系列所提倡的「種族無法共存定律」之象徵。

## 製作人員
- 原作 - 田森庸介
- 企画 - 白川隆三、長崎行男（索尼互動娛樂）
- 監督 - 真下耕一
- 監督補佐 - 川崎逸朗
- 系列構成 - 堀川憲司、真下耕一
- 人物原案 - 福島敦子
- 人物設定 - 後藤隆幸
- 機械設定 - 村田俊治
- 色彩設定 - こばやしみよ子
- 特殊効果 - 村上正博
- 美術監督 - 小山俊久
- 撮影監督 - 森下成一
- 編集 - 森田清次
- 現像 - IMAGICA
- 音響監督 - 松川陸
- 錄音 - はたしょうじ
- 效果 - 森川永子
- 音樂演出 - 児玉隆
- 音樂 - 大谷幸
- 音樂協力 - 东京电视台音乐（日语：テレビ東京ミュージック）
- 主要製作人 - Bee Train
- 執行製作 - 堀川憲司
- 製作人 - 小林教子（東京電視台）、蛭田とみ代
- 製作 - 東京電視台、SPE Visual Works

## 主題曲
片頭曲「夏気球」
作詞・作曲・歌：大塚利恵 / 編曲：石川鉄男、大塚利恵 / label：EPIC Records Japan Inc
片尾曲
「風の魔法」（1話 - 24話）
作詞・作曲・歌：大藤史 / 編曲：Thousand sketcheS / label：SPE
「風の魔法（休ver.）」（25話）
作詞・作曲：大藤史 / 編曲：Thousand sketcheS / 歌：宮島依里 / label：SPE
插入曲
嘎米嘎米的主題曲「The男のロマン」
作詞：鮎沢すみ絵 / 作曲：フラワーカンパニーズ / 編曲：大谷幸 / 歌：嘎米嘎米魔王（古田新太）
娜露西亞＆凱的主題曲「リボン」
作詞：鮎沢すみ絵 / 作曲・編曲：大谷幸 / 歌：娜露西亞＆凱（白鳥由里）
休的主題曲「わたしぼっち」（8話）
作詞：鮎沢すみ絵 / 作曲：大藤史 / 編曲 - 大谷幸 / 歌：休（宮島依里）
基爾達的主題曲「シークレット・カーニバル」（4話）
作詞：鮎沢すみ絵 / 作曲：朝倉紀行 / 編曲 - 大谷幸 / 歌：琪露達（北村岳子）
莎妮雅的主題曲「空を見上げて」（15話）
作詞：鮎沢すみ絵 / 作曲・編曲：大谷幸 / 歌：莎妮雅（堂ノ脇恭子）
皮耶多羅的主題曲「君がいてくれる」（11話）
作詞：鮎沢すみ絵 / 作曲：佐橋佳幸 / 編曲：大谷幸 / 歌：皮耶多羅（折笠愛）

## 各話標題
| 話數 | 日文標題 | 中文標題         | 腳本     | 分鏡       | 演出              | 作畫監督          |
| ---- | -------- | ---------------- | -------- | ---------- | ----------------- | ----------------- |
| 1    |          | 風之少女         | 松井亞彌 | 真下耕一   | 川崎逸朗          | 後藤隆幸          |
| 2    |          | 風神雷神         | 面出明美 | 川崎逸朗   | 須藤隆            | 菊地洋子          |
| 3    |          | 白騎士           | 松井亜弥 | 千明孝一   | 川崎逸朗          | 松本憲生 後藤隆幸 |
| 4    |          | 魔法之湯         | 三井秀樹 | 高柳滋仁   | 高柳滋仁          | 加野晃            |
| 5    |          | 風之晶石         | 松井亞彌 | 石山貴明   | 須藤隆            | 敷島博英          |
| 6    |          | 戀愛中的嘎米嘎米 | 面出明美 | 川崎逸朗   | 川崎逸朗          | 後藤隆幸          |
| 7    |          | 黃金鑰匙         | 三井秀樹 | 寺東克己   | 多田俊介          | 丹澤学            |
| 8    |          | 男人的浪漫       | 松井亞彌 | 高柳滋仁   | 高柳滋仁          | 若林厚史          |
| 9    |          | 兩個少女         | 面出明美 | 山野あきら | 須藤隆            | 河口俊夫          |
| 10   |          | 智慧較量         | 三井秀樹 | 坂田純一   | 川崎逸朗          | 後藤隆幸          |
| 11   |          | 一顆豆子         | 松井亜弥 | 石山貴明   | 多田俊介          | 菊地洋子          |
| 12   |          | 好多王子         | 面出明美 | 川崎逸朗   | 川崎逸朗 須藤隆   | 敷島博英          |
| 13   |          | 男子漢           | 三井秀樹 | 高柳滋仁   | 伊藤喬子 多田俊介 | なかじまちゅうじ  |
| 14   |          | 席翁的眼淚       | 松井亞彌 | 寺東克己   | 須藤隆            | 高橋晃            |
| 15   |          | 仰望天空         | 面出明美 | 多田俊介   | 多田俊介          | 菊地洋子          |
| 16   |          | 花吹雪           | 松井亞彌 | 山野あきら | 川崎逸朗 須藤隆   | 後藤隆幸          |
| 17   |          | 海邊樂園         | 面出明美 | 寺東克己   | 須藤隆            | 河口俊夫          |
| 18   |          | 心之森林         | 三井秀樹 | 坂田純一   | 多田俊介          | 高橋晃            |
| 19   |          | 風與魔法         | 松井亞彌 | 石山貴明   | 多田俊介          | 敷島博英          |
| 20   |          | 無盡的誘惑       | 面出明美 | 川崎逸朗   | 須藤隆            | なかじまちゅうじ  |
| 21   |          | 災難的儀式       | 三井秀樹 | 山野あきら | 須藤隆 大野和寿   | 後藤隆幸          |
| 22   |          | 風的呼喚         | 松井亞彌 | 坂田純一   | 多田俊介          | 古川尚哉          |
| 23   |          | 風族的命運       | 面出明美 | 大野和寿   | 高木茂樹          | 岡辰也            |
| 24   |          | 別離果實         | 三井秀樹 | 石山貴明   | 須藤隆            | 河口俊夫          |
| 25   |          | 小小的光輝       | 松井亞彌 | 石山貴明   | 石山貴明          | 後藤隆幸          |

## 外部連結
波波羅古洛伊斯物語 (索尼互動娛樂) （页面存档备份，存于）